# Torsten Ullman
Torsten Elis Ullman, född 27 juli 1908 i Gustav Vasa församling, Stockholm,  död 11 maj 1993 i Växjö domkyrkoförsamling, var en svensk ingenjör och pistolskytt.
Torsten Ullman var son till direktören Elis Magnus Ullman och Anna Fredrique Albihn. Efter studier vid läroverket i Växjö bedrev han tekniska studier i Cambridge och  avlade ingenjörsexamen där 1930. Han tjänstgjorde därefter en tid som patentingenjör i Stockholm men återupptog studierna, avlade studentexamen i Lund och blev filosofie magister i Uppsala 1936, varefter han några år tjänstgjorde som extralärare vid läroverken i Växjö och Jönköping. Han genomgick provårskurs vid Högre realläroverket å Norrmalm och blev extraordinarie adjunkt vid Högre allmänna läroverket i Växjö 1943. 1940 startade han en finmekanisk industri, Ingenjör Torsten Ullman AB, Helgö, Helgevärma, samt var ägare av trafikföretag i Växjö med omnejd.
Som tävlande pistolskytt debuterade han på nordiska mästerskapstävlingen 1931, som han överraskande vann i grenen fripistol. Nästa stortävling var VM i Granada, där han åter vann guld.
Under sin karriär erövrade han tre OS-medaljer (1936–1948, ett guld och två brons), nio VM-guld (inklusive ett lagguld, 1933–1954) och 52 SM-guld (inklusive sju lagguld, 1931–1960). Hans specialitet var fripistol, där han under sex raka OS-tävlingar 1936–1960 var bland de sex främsta; vid alla VM var han bland de fyra främsta i grenen 1933–1954).
Vid OS 1936 tävlade Ullman för skytteklubben Hjortskyttarna i Stockholm. Åren 1948–1960 var Växjö PK hans hemvist i klubbsammanhang. Svenska Dagbladets guldmedalj utdelades 1937 till Torsten Ullman.

## Meriter
- Olympiska sommarspelen 1936 - Fripistol 50 m - guld [4]
- Olympiska sommarspelen 1936 - Silhuettpistol 25 m - brons [4]
- Olympiska sommarspelen 1948 - Fripistol 50 m - brons
- Olympiska sommarspelen 1948 - Silhuettpistol 25 m - fyra
- Olympiska sommarspelen 1952 - Fripistol 50 m - sexa
- Olympiska sommarspelen 1952 - Silhuettpistol 25 m - 40:e
- Olympiska sommarspelen 1956 - Fripistol 50 m - sexa
- Olympiska sommarspelen 1960 - Fripistol 50 m - fyra
- VM 1947 - Armépistol 25 m - guld
- VM 1954 - Armépistol 25 m - guld